# Conus eldredi
Conus eldredi é uma espécie de gastrópode do gênero Conus, pertencente à família Conidae.